# Megabiston plumosaria
Megabiston plumosaria là một loài bướm đêm trong họ Geometridae.